# VTB (banka)
VTB je státem kontrolovaná banka v Rusku. Jejím největším akcionářem je Centrální banka Ruské federace s podílem 99,9%. Sídlo společnosti se nachází v Moskvě. Banka byla založena jako Vneshtorgbank (rusky ВнешТоргБанк, банк внешней торговли, banka pro zahraniční obchod) v říjnu r. 1990 pro obstarávání zahraničně ekonomických kontaktů Ruské federace. Podle žebříčku renomovaného časopisu The Banker patří VTB mezi 1000 největších bank světa. Podle výše aktiv se řadí na 2. místo v Rusku. VTB je významným zdrojem úvěrů předním ruským firmám a silné postavení má i na retailovém trhu. Retailovou součástí banky VTB je VTB24. Předsedou představenstva banky VTB je Andrej Kostin.
VTB podobně jako několik dalších ruských bank podléhá mezinárodním sankcím uvaleným na Rusko kvůli roli Moskvy v ukrajinské krizi. Ve třetím čtvrtletí 2014 přišla banka VTB skoro o celý zisk a požádala stát o finanční pomoc ve výši 250 miliard rublů. 5. prosince 2016 se stala terčem kybernetického útoku typu DDoS. Ruská kontrarozvědka FSB obvinila z útoku „zahraniční zpravodajské služby”, které se chystají s pomocí hackerů destabilizovat ruský finanční systém.